# レイ・メンドーサ
レイ・メンドーサ（Ray Mendoza、本名：José Díaz Velazquez、1929年7月6日 - 2003年4月16日）は、メキシコのルチャドール（プロレスラー）。
選手時代は主に素顔で活動し、インディオの血を受け継ぐテクニコとして人気を集めた。日本でのニックネームは「メキシコの鉄人」。
実子が順にビジャノ1号、2号、3号、5号、4号、義理の娘はラ・インフェルナル（3号の妻）。彼らのユニット名は「ロス・ビジャノス」と呼ばれる。

## 来歴
1950年にプロボクサーとしてデビューするが、拳を負傷してボクシングの続行を断念。ライ・カラスコのトレーニングを受け、1954年にルチャ・デビュー。当初はボクサー時代と同じチャト・ディアス（Chato Diaz）のリングネームで活動し、エル・ラヨ・ロホ（El Rayo Rojo）を名乗って覆面レスラーに変身していた時期もある。
1955年よりレイ・メンドーサ（Ray Mendoza）のリングネームを用いるようになり、1959年9月11日にジャマイカのドリー・ディクソンからNWA世界ライトヘビー級王座を奪取、メキシコ人選手では初の同王座戴冠を果たした。以降、1967年8月、1968年12月、1970年3月、1972年4月、1973年12月と、通算6回に渡って同王座を獲得している。その間、1963年11月30日にエスパント1号を破りメキシカン・ナショナル・ライトヘビー級王座を獲得、1967年3月11日にはレネ・グアハルドからNWA世界ミドル級王座を奪取した。
アメリカ合衆国のロサンゼルス地区にも遠征し、1970年12月4日にジョン・トロスを破りユナイテッド・ナショナル・ヘビー級王座を獲得。1971年1月15日にはミル・マスカラスと組んでブラック・ゴールドマン&エル・ゴリアスからNWAアメリカス・タッグ王座を奪取している。同月に奪還されマスカラスとの王者チームは短命に終わったものの、その後も1972年5月5日にラウル・マタと組んでキラー・コワルスキー&キンジ渋谷、1973年5月18日にはラウル・レイエスをパートナーにゴードン・ネルソン&リッパー・コリンズをそれぞれ下し、アメリカス・タッグ王座に返り咲いた。
1975年1月には長らく所属していたEMLLを離れ、フランシスコ・フローレスらとともに新団体ユニバーサル・レスリング・アソシエーション（LLI）を旗揚げ。11月には新設されたUWA世界ライトヘビー級王座の初代王者に認定されている。以降、1976年8月22日にエル・アウダス、1978年10月29日にエル・ソリタリオを破って同タイトルを三度手中にしたが、1979年11月4日にグラン浜田に敗れて陥落してからは、王座に返り咲くことはなかった。
1981年9月13日には「ジ・エイプマン」なるアメリカのマーシャル・アーティストとメキシコ史上初の異種格闘技戦を行い、5ラウンドKO勝ちを収めたが、古傷の左肩が悪化したため1983年に引退。メキシコの独立記念日である9月16日にメキシコシティのエル・トレオにて引退式が行われた。リタイア後はレフェリーやトレーナー、コミッショナー活動などを兼務していた。2003年4月16日、心臓発作のため死去。73歳没。
日本には1971年3月、日本プロレスに初参戦。ザ・デストロイヤー、アブドーラ・ザ・ブッチャー、キラー・カール・コックス、ゴードン・ネルソン、アンジェロ・モスカ、ジョー・ルダックなど北米のレスラーと共に、『第13回ワールドリーグ戦』に出場した。元UN王者として注目を集めたものの、軽量のためヘビー級揃いのリーグ戦では勝ち星に恵まれず、これが最初で最後の来日となっている。1978年8月13日、メキシコにて藤波辰巳のWWFジュニアヘビー級王座に挑戦しているが、新日本プロレス登場は実現しなかった。

## 家系
|             |             |             |             |             |             |  |  |             |             |             |             |             |             |  |  | レイ・メンドーサ |             |             |             |             |             |  |  |                    |                    |                    |                    |                    |                    |  |  |             |             |             |             |             |             |  |  |             |             |             |             |             |             |
|             |             |             |             |             |             |  |  |             |             |             |             |             |             |  |  |                  |             |             |             |             |             |  |  |                    |                    |                    |                    |                    |                    |  |  |             |             |             |             |             |             |  |  |             |             |             |             |             |             |
|             |             |             |             |             |             |  |  |             |             |             |             |             |             |  |  |                  |             |             |             |             |             |  |  |                    |                    |                    |                    |                    |                    |  |  |             |             |             |             |             |             |  |  |             |             |             |             |             |             |
|             |             |             |             |             |             |  |  |             |             |             |             |             |             |  |  |                  |             |             |             |             |             |  |  |                    |                    |                    |                    |                    |                    |  |  |             |             |             |             |             |             |  |  |             |             |             |             |             |             |
| ビジャノ2号 | ビジャノ2号 | ビジャノ2号 | ビジャノ2号 | ビジャノ2号 | ビジャノ2号 |  |  | ビジャノ1号 | ビジャノ1号 | ビジャノ1号 | ビジャノ1号 | ビジャノ1号 | ビジャノ1号 |  |  | ビジャノ3号      | ビジャノ3号 | ビジャノ3号 | ビジャノ3号 | ビジャノ3号 | ビジャノ3号 |  |  | ラ・インフェルナル | ラ・インフェルナル | ラ・インフェルナル | ラ・インフェルナル | ラ・インフェルナル | ラ・インフェルナル |  |  | ビジャノ5号 | ビジャノ5号 | ビジャノ5号 | ビジャノ5号 | ビジャノ5号 | ビジャノ5号 |  |  | ビジャノ4号 | ビジャノ4号 | ビジャノ4号 | ビジャノ4号 | ビジャノ4号 | ビジャノ4号 |
| ビジャノ2号 | ビジャノ2号 | ビジャノ2号 | ビジャノ2号 | ビジャノ2号 | ビジャノ2号 |  |  | ビジャノ1号 | ビジャノ1号 | ビジャノ1号 | ビジャノ1号 | ビジャノ1号 | ビジャノ1号 |  |  | ビジャノ3号      | ビジャノ3号 | ビジャノ3号 | ビジャノ3号 | ビジャノ3号 | ビジャノ3号 |  |  | ラ・インフェルナル | ラ・インフェルナル | ラ・インフェルナル | ラ・インフェルナル | ラ・インフェルナル | ラ・インフェルナル |  |  | ビジャノ5号 | ビジャノ5号 | ビジャノ5号 | ビジャノ5号 | ビジャノ5号 | ビジャノ5号 |  |  | ビジャノ4号 | ビジャノ4号 | ビジャノ4号 | ビジャノ4号 | ビジャノ4号 | ビジャノ4号 |

## 得意技
- サーフボード・ストレッチ
- レイネーラ

## 獲得タイトル
CMLL
- ナショナル・ライトヘビー級王座 : 1回[5]
- NWA世界ライトヘビー級王座 : 6回[3]
- NWA世界ミドル級王座 : 1回[6]

NWAハリウッド・レスリング
- NWAユナイテッド・ナショナル・ヘビー級王座 : 1回[7]
- NWAアメリカス・タッグ王座 : 3回（w / ミル・マスカラス、ラウル・マタ（英語版）、ラウル・レイエス）[8]

LLI
- UWA世界ライトヘビー級王座 : 3回[9]